# La La Love to Dance
La La Love to Dance drugi je studijski album njemačkog virtualnog sastava Gummibär. Objavila ga je 9. ožujka 2010. diskografska kuća Gummybear International, kao nastavak uspješnog albuma I Am Your Gummy Bear. Album sadrži 19 pjesama od kojih su 3 bonus pjesme.

## Popis pjesama
1. Mr. Mister Gummibär – 3 min, 53 s
2. Don't Turn Around (Gummibär's in Town) – 3 min, 20 s
3. Nuki Nuki (The Nuki Song) – 2 min, 27 s
4. Celebrate (We Want To) – 2 min, 54 s
5. It’s a Great Summer – 3 min, 46 s
6. Boogie Woogie Dancin' Shoes – 3 min, 22 s
7. Boom Bing Bing – 3 min, 23 s
8. Lalala I Love You (Skaterbär) – 3 min, 5 s
9. Dancin' Dancin' (What I Need) – 4 min, 1 s
10. Jump Jump – 2 min, 43 s
11. Life Is Just a Bag of Tricks – 3 min, 39 s
12. Disco Macko – 3 min, 32 s
13. Call Me Call You – 3 min, 8 s
14. Cotton Eye Joe – 3 min, 12 s
15. Aerobic – 2 min, 36 s
16. Happy Birthday Gummibär – 2 min, 4 s

### Bonus pjesme
1. Nuki Nuki (Hip Hop High Mix) – 3 min, 1 s
2. It's A Great Summer (Club Mix) – 3 min, 58 s
3. Lalala I Love You (NRG Mix) – 3 min, 12 s

## Vanjske poveznice
- Službena web-stranica
- Discogs